# Timi Hansen
Timi "Grabber" Hansen (28. oktober 1958[kilde mangler] – 4. november 2019) var en dansk bassist. Han spillede i det danske heavy metalband Mercyful Fate fra 1981 til 1985 og fra 1992 til 1993, og i King Diamond fra 1985 til 1987.
Han spillede med fingrene frem for et plekter.
Hans tilnavn "Grabber" skulle efter sigende komme fra, da han spillede på en Gibson G3 Grabber.[kilde mangler]

## Diskografi

### Med Mercyful Fate
- Nuns Have No Fun
- Melissa
- Don't Break the Oath
- Return of the Vampire
- In the Shadows
- The Bell Witch EP

### Med King Diamond
- No Presents for Christmas
- Fatal Portrait
- Abigail
- The Dark Sides